# 仮面ライダー555の登場仮面ライダー
- 仮面ライダーシリーズ > 仮面ライダー555 > 仮面ライダー555の登場仮面ライダー

仮面ライダー555の登場仮面ライダー（かめんライダーファイズのとうじょうかめんライダー）では、特撮テレビドラマ『仮面ライダー555』に登場する「仮面ライダー」について記述する。なお「仮面ライダー」という言葉が本作品関連作品の作中で使用されたのは、劇場版の小説版である『555』だけである。
劇場版に登場した仮面ライダーは劇場版 仮面ライダー555 パラダイス・ロストを、『仮面ライダーディケイド』に登場した「ファイズの世界」の仮面ライダーについては仮面ライダーディケイドを、Vシネクストに登場した仮面ライダーは仮面ライダー555 20th パラダイス・リゲインドをそれぞれ参照。

## 概要
『仮面ライダー555』の劇中世界には、通常の人類から進化したオルフェノクという種族が存在する。そしてオルフェノクに殺害された人類の一部は、自らもオルフェノクとなって復活する。彼らは多国籍企業スマートブレイン社を隠れ蓑にして結集し、人類の脅威となりつつある。
本作品における仮面ライダーは、基本的にオルフェノクから人々を守るために戦う。しかし3本の変身ベルトを使用して仮面ライダーへと変身する資格を有するのは、自らがオルフェノクであるか、あるいはそれに準じる能力を手術によって移植された者である。つまり本作品において、「仮面ライダー」と「怪人」は等号で結ばれる存在である。そしてこのことは、作中の登場人物のほとんどが仮面ライダーへと変身可能であることを意味する。

## 背景設定
かつてスマートブレイン社の社長の座に就いていた花形 / ゴートオルフェノクは、オルフェノクという種族の研究を独自に進めた末に、彼らの肉体が自らの急激な進化に耐えられず、やがて滅びゆく運命を背負っている事実を突き止めた。オルフェノクが短命という枷から逃れるためには、九死に一生を得た子供の中から現れるというオルフェノクの王（アークオルフェノク）を覚醒させ、その力によって体から「人間の部分」を消し飛ばしてもらうしかない。ところがオルフェノクの王が成長するためには、一般のオルフェノクを餌として喰らう必要があるため、一部の者はおとなしく生贄になろうとせず、王に反抗を試みることが想定された。
そこで花形は、オルフェノクの王を守るために3つのライダーズギアを開発した。これは使用者（ライダー）が通常のオルフェノクよりも高い能力を発揮できるようにするための装備であり、そのパワーや外見は王自身をモデルとしている。
ライダーズギアの力の源は、フォトンブラッドと呼ばれる膨大なエネルギー量を内包した流体エネルギーである。流動する際に凄まじい光を放つフォトンブラッドは、肉体を強化するためのスーツの中を、さながら血液のように循環する。なお、最も安定している状態のフォトンブラッドは赤く発光するが、出力が高まると黄色や青に化学変化し、最高出力では銀色となる。
スーツの材質には、スマートブレイン社の化学部門であるスマートブレイン・マテリアルが独自に開発した、超合金ソル・メタニウム（ソルメタル）が用いられた。これは硬度9.825という頑丈さを備えながら、重さはチタニウムの1/2しかなく、さらに成型時の分子構造を記憶できるため破損しても修復が可能という、夢のような超金属である。また、ソルメタルは生成方法の違いによってその性質を分化させることができ、軟質性を備えたソルメタル315は、シルヴェールと呼ばれる強化軟質プラスチックをコーティングすることで、ベーススーツの素材となった。一方、より硬度に優れたソルメタル228は、主に外骨格や装甲に使用された。スーツの素材にこれほど堅牢な金属が求められたのは、防御性能を高めるためでもあるが、フォトンブラッドの力で自壊することを避けるためという理由が大きい。
こうしてハードウェアとしてのライダーズギアは完成にたどり着いたが、実際の運用にあたってその性能を完全に引き出すためには、2つの情報衛星によるバックアップが不可欠となる。情報収集を担うホークアイは、状況判断に必要となるデータをライダーに届ける。もう1台のイーグルサットはスマートブレイン社本部とリンクしており、ライダー自身のデータ収集や分析を行うほか、修復プログラムやアップデート用プログラムを送信する。
スーツの装着、いわゆる「変身」に際しては、まずドライバーと呼ばれるベルトに専用のマルチデバイスを組み込むことで、フォトンブラッドの生成を開始する。次にフォトンブラッドの流動経路ストリームが形成され、装着者の体格に合わせた光の骨格フォトンフレームを創り出す。フレームの完成と同時に、イーグルサットから電子レベルまで分解されたスーツのパーツが転送され、あらかじめフレームに記憶された情報に従って組み立てられていき、装着者の身を覆うのである。
また、スマートブレイン社はライダーシステムを支援するためのバリアブルビークルの開発も行っている。自動車工業部門のスマートブレイン・モータースが主にビークル時の車体構造の設計を担い、ロボット工学および技術開発部門のスマートブレイン・テクノロジーが変形時に必要となるドロイドフレームなどを製作した。そのためビークルの外装にはスマートブレイン・モータースのロゴが飾られている一方で、内部メカにはスマートブレイン・テクノロジーのロゴが入っている。
このようにしてオルフェノクの王を迎える準備を進めていた花形だったが、多くの同胞が自らの力に飲み込まれて人としての心を失っていく有様を見続けるうちに、「オルフェノクは滅びなくてはならない」という考えを抱くようになった。社長の座を退いた花形は、スマートブレイン社から3本のベルトを盗み出し、教え子である流星塾生たちに託すことにした。ファイズギアを園田真理、カイザギアを高宮航太、デルタギアを木村沙耶に送った花形は、地下に潜伏しながら新型ベルトの開発を続けるのだった。

## 仮面ライダーファイズ
ライダーズギアのひとつであるファイズギアを使用して変身した強化戦士。ライダーズギアによる3人の強化戦士の中では、最も汎用性が高い。また、安定性を重視した設計のため、出力は他のライダーよりも低く設定されているが、専用のツールを使用することで唯一強化変身を可能としている。
変身に際しては、まずファイズドライバーを腰に装着し、ファイズフォンに「555」+「ENTER」を入力する。次いで「変身！」と発声し、折り畳んだファイズフォンをファイズドライバーに差し込んで、90度横に倒す。すると装着者の体格に合わせたフォトンフレームが形成され、イーグルサットより電送されてきた電子レベルに分解された強化スーツが実体化して、変身完了となる。
黒いベーススーツ・ソルフォームは、繊維化されたソルメタル315で編み上げられている。銀色の胸部装甲フルメタルラングなどの硬質部はソルメタル228製。全身を走るエネルギー流動経路フォトンストリームには、赤く光るフォトンブラッドが流れる。右足首の外側には、エネルギー増幅ターミナルマウント機構エナジーホルスターがあり、必殺キックを放つ際にはここにファイズポインターをセットする。
円形にかたどられた黄色の視覚器官アルティメットファインダーは、目視した対象の映像を電気信号に変換して装着者に伝える。頭頂部にある2本のアンテナは人工衛星との交信用で、右のグローバルフィーラーAがホークアイに、左のグローバルフィーラーBがイーグルサットに対応している。
主な装着者である乾巧が変身するファイズは手首をスナップする仕草を頻繁に行い、力まずに相手の攻撃をかわしながらパンチやキックを叩き込むラフな戦闘スタイルが特徴である。
- デザインは子供が似顔絵を描きやすいように円を基調とし、デザインを進めるうちにΦに似ていることからギリシア文字もデザインに取り入れられた[18][19]。しかし正円のデザインは立体化すると角度によって見え方が異なってしまうために造型は難航し、最終的には正面から見た際に正円に見える形となった[19]が、厳密には縦に長い楕円形で、マスクそのものも仮面ライダーBLACK RXより細い物になっている[20]。また裏モチーフとしてサメを採用し、触角の曲がり具合・顎のクラッシャーにその名残がある[21]。顔の配色は『マジンガーZ』の原作版をイメージしている[22]。
- オープニング映像などで使用された電飾スーツはクリスマスツリーの電球を仕込んだ物でほとんど動くことができず[19]、初期のアクションシーンでの発光はCG合成による物である[23]。その後アクションも可能な改良型のスーツが導入された[19]。電飾スーツのアップ用は、電飾ギミックのせいで折り畳めないため、立ち姿のままで木箱に入れられていたという[24]。撮影当時は普通の電球を使用していたため、点けっぱなしだと熱が伝わって火傷してしまうことから撮影時はマメに消灯していたという[24]。シルバーの部分をメッキにする案も存在したが、撮影時の映り込み・塗装強度の問題などから断念された[23]。
- パイロット版監督を務めた田﨑竜太は、最初にファイズのデザインを見た時にフォトンストリームの印象が鮮烈に残ったと述べており、テロップ・エンドカットなどに象徴的に取り入れている[25]。

ファイズギア
初期から存在したファイズドライバー、ファイズフォン、ファイズポインター、ファイズショットの4種は、専用のツールBOXに入れて携行される。
SB-555B ファイズドライバー
仮面ライダーファイズの変身ベルト。バックル部分の接続デバイス・トランスホルダーにファイズフォンを装填し、左側へ90度倒すことでセットされる。使用者の意志に応じてロックを解除できるシンクロシステムが採用されている。
ベルト内部には超小型次世代高速CPU・スマートPCIVを搭載。また、中央右側には起動プログラムなどのシステム関連データを収めたハードディスクドライブ・SBV-HDD〈PD〉8TB が、左側には戦闘データを記録する SBV-HDD〈PD〉10TB がある。
左右の端と背面にはツールにフォトンブラッドを供給できる台座ファイズギア・クレードルが設けられており、右側サイドバックルにファイズポインター、左側サイドバックルのホルダーにファイズショットをセットしている。
その所有権をめぐって人間とオルフェノクが死闘を繰り広げたファイズドライバーだが、第2話ではそうした戦いとは無関係の窃盗犯によって質屋に売り飛ばされてしまい、質札の腹巻きとして5,000円の売り値が付けられていた。
SB-555P ファイズフォン
携帯電話型マルチデバイス。ファイズへの変身のスタートアップキーの役割を担う。ファイズギア起動用のカードキー・ミッションメモリーが取り付けられており、これを外してしまえば変身用の機能が起動することはない。
携帯電話としての形は折り畳み型で、変身前の乾巧も愛用していた。超高感度のマズルアンテナはスマートブレイン社のターミナルベースに接続可能で、地下などでも通話が途切れることはない。
フォンブラスター
ファイズフォンに「103」または「106」+「ENTER」と入力することで、中央部から60度折れて光線銃となり、トリガーのロックが解放される。
「103」のコードでは精密射撃に適したシングルモードとなり、最大12発のエネルギー弾・フォトンバレットを撃てる。マズルアンテナが銃口となり、内部に刻まれた電磁ライフリングによって、光弾を確実に銃口の延長線上へと撃ち出す。
「106」を入力するとバーストモードとなり、1回の射撃で3発のフォトンバレットを放つ。シングルモードと比較すると破壊力は向上しているが、命中精度は低下する。
「279」はフォトンバレット装填用のコードで、さらに強力なエネルギーを宿す濃縮フォトンバレットを撃てるようになるが、使用時間に制限が生じる。このコードは劇中未使用。
- スーツアクターを務めた高岩成二は、ボタンをゆっくり押すことでキャラクターの余裕を表現している。

SB-555L ファイズポインター
デジタルトーチライト型メカ。先端のシリンダーで照射範囲を調整することが可能で、右に回すと細く、左に回すと広範囲を照らすようになる。
右足首のエナジーホルスターに装着してミッションメモリーを装填すると、エクステンションシリンダーが伸長したキックモードが起動して、必殺キック・クリムゾンスマッシュを放つために必要なポインティングマーカーデバイスとなる。先端のソルテックレンズから照射されるレーザーポイントマーカー光は、2,000メートル先までの標的を捉え、自動追尾できる。
なお、フォンブラスターのサイトアタッチレールに装着することも可能であり、射程2,000メートルに及ぶ自動追尾式レーザーサイトとなるうえ、光弾の威力自体もアップさせる。ただし特写スチールやオープニング・新番組予告のイメージカットで使用されているのみで、劇中未使用。
SB-555C ファイズショット
デジタルカメラ型パンチングユニット。
デジタルカメラモード
高性能レンズ・スマートアイは21.3ミリメートルという小径ながらF1.8 - 2.6の明るさを保持できる。最大1,250万画素での撮影が可能なほか、X線撮影やサーモグラフィ、暗視カメラなどの多彩な機能を備えている。
1.5インチの液晶画面デジタルビューファインダーには1億8,000万色を表示可能。また、容量1ギガバイトのメモリーカードが挿入されており、ハイレゾモードの静止画なら200枚、ローレゾモードであれば400枚、動画ならば連続360分記録できる。
ナックルモード
ミッションメモリーを中央部に装填することで変形。展開したブラストナックルを握って保持し、ストロボ部フォトンフラッシャーからフォトンブラッドを光粒子変換した高エネルギーを放出する。
この形態でエクシードチャージを行うことにより、必殺技グランインパクトを放つ。
SB-555H ファイズエッジ
エナジーハンドルブレード。普段はオートバジンの左ハンドルグリップとなっているが、ミッションメモリーを装填することで引き抜くことができるようになる。
ソル・クリスタル製の刀身フォトンブレードに高出力のフォトンブラッドを収束させ、刃で直接斬りつけるのではなく、放出されるエネルギーによって対象を断ち切る。出力調整用のパワークラッチを握ることで、ロー、ミディアム、ハイ、アルティメットの4段階に威力が上がっていく。
SB-555A ファイズサウンダー
CDラジカセ型音波兵器。『てれびくん』で募集した「ファイズ新武器アイデアコンテスト」の最優秀賞に選ばれた物が『ハイパーバトルビデオ』に登場した。
ミッションメモリーを中央のホルダーに装填して構えるとスピーカーが展開して、2門の破壊音波砲がスピーカー部分に出現する。

必殺技
各ツールにミッションメモリーを装填し、ファイズフォンの「ENTER」を押すことでツールにフォトンブラッドが注入されて発動する。
クリムゾンスマッシュ
右脚のエナジーホルスターに装着したファイズポインターから円錐状のポインティングマーカーを放って目標を捕捉し、跳び蹴りを叩き込む。破壊力は17トン。
ただし、通常形態での連発は不可能。
- パイロット版監督の田﨑は照準器が脚に付いているために一般的な照準器を覗いてロックオンするという描写では格好が付かないとして、円錐状の光をロックオンのイメージとして取り入れた。
- 発動時のポーズは元々は異なるものであったが、スーツアクターを務めた高岩が照明待ちの際に疲れて顔の高さを変えずに楽な姿勢をとっていたところ、それを見た監督が「いいですね、それ」と言い、撮影が始まったためそのまま演じたものであった。高岩は、偶然の産物であったが、周囲の評判は良かったと述べている。

グランインパクト
ファイズショットを右手に装着し、パンチを叩き込む。破壊力は5.2トン。
スパークルカット
ファイズエッジで標的を斬り裂く。振り上げることでエネルギー波を放ち、当たった相手を特殊フィールド内に閉じ込めてから斬り付けることも可能。
上記のほか、秒間30発のパンチを叩き込むマシンガンインパクトという技を記載する資料もあるが、映像作品には反映されていない。

### アクセルフォーム
仮面ライダーファイズの超加速形態。胸部中央に内蔵されていた強制反応増幅炉ブラッディコアを一時的に開放しているため、スピードとパワーが向上している。
進化変身に際しては、左腕に装着したファイズアクセルからフォームチェンジ用プログラムキーのアクセルメモリーを抜き出し、ファイズドライバーに装填する。すると胸部装甲フルメタルラングが左右に展開し、ブラッディコアが反応を始める。フォトンブラッドの出力が限界近くまで高まったため、安定色だった赤から危険色の白銀へと変化し、フォトンストリームはシルバーストリームとなる。さらに視覚器官アルティメットファインダーの色も黄色から赤に変わり、変身完了となる。
フォームチェンジ直後は待機状態のアイドリングモードであり、ファイズアクセルのスタータースイッチを押すことで超加速状態のアクセルモードに移行する。アクセルモードではファイズスーツに装着者の意識がダイレクトにリンクされているため、意識とスーツの作動にタイムラグがなくなり、あらゆる動作を通常の1,000倍の速さで行うことが可能となる。さらに、この状態での必殺技の破壊力は通常形態の1.5倍となる。アクセルモード起動より10秒が経過すると「Time Out」の音声と共に通常のファイズへ戻る。
また、耐久度の限界値で運用されているシルバーストリームは35秒を過ぎると自壊してしまい、その場合、装着者は大量のフォトンブラッドを直接浴びて消滅し、さらに周囲3キロメートル四方は空気に触れて劣化したフォトンブラッドによって汚染されることとなる。そのためアイドリングモードで限界時間を越えた場合も自動的にセーフモードに移行し、通常のファイズへと戻るようになっている。
- 開閉する胸部など過去のライダーにはなかったハッタリ感を強調している[18]。内部メカが見えるデザインは製作現場でロボコンに似ていると言われ[19]、公式HPでも「別名"ロボコン・フォーム"」と記載されたこともある[要文献特定詳細情報]。
- アクセルフォームでの戦闘は毎回違う表現を行うことが心掛けられていた[52]。劇場版では、使用している機材の関係で少し異なった映像処理となっている[53]。

ファイズギア
SB-555W ファイズアクセル
リストウォッチ型コントロールデバイス。アクセルモードのスタータースイッチを備える。ツールBOXには収納されず、変身と同時に左腕に出現する。
付属するアクセルメモリーにはアクセルフォームの起動用プログラムのみが書き込まれており、ミッションメモリーのような汎用性はない。しかしこのことはアクセルメモリーでフォームチェンジした後もミッションメモリーを自由に使えるということであり、ファイズショット、ファイズエッジ、ファイズポインターといった各種ツールを支障なく運用できることを意味する。
ファイズアクセルは草加雅人が乾巧に手渡したものだが、そもそも草加がどのような経緯でこのデバイスを入手したかは明らかでない。おそらく花形が開発した後に、何らかの手段で送り届けたものと考えられる。

必殺技
強化クリムゾンスマッシュ
ファイズポインターを使用して放つ必殺キック。通常フォーム時と同様の手順で発動するが、威力は25.5トンに上昇している。
強化クリムゾンスマッシュ 多重ポインティングマーカーバージョン
複数のポインティングマーカーを出現させ、一瞬のうちに多数の敵にキックを叩きこむ。
バットオルフェノク戦では、単体の敵相手に使用している。
グランインパクト
ファイズショットを右手に装着し、パンチを叩き込む。フォトンブラッドが高出力化しているため、威力は7.8トンに上昇している。

### ブラスターフォーム
仮面ライダーファイズが強化ツール・ファイズブラスターを使用して変身した最終形態。
強化変身に際しては、まずファイズフォンをファイズドライバーから取り外し、ファイズブラスターのトランスホルダーに挿入する。次にファイズブラスターのコンソールボードで「555」+「ENTER」を入力すると、人工衛星イーグルサットが変身プログラムを送信し、グローバルフィーラーでそのプログラムを受信したファイズの眉間のサテライトシグナルが緑色に点滅する。そしてフォトンストリームが金色に輝き、スーツの色が黒から真紅に染まって、変身完了となる。このように通常のファイズから強化変身を行うのが基本の手順だが、アークオルフェノクとの最終決戦では、乾巧の姿からブラスターフォームへの直接変身が行われた。また劇場版では手順が異なり、ファイズブラスターにコードを打ち込んでからファイズフォンを挿入している。
ファイズフォンが取り外されたファイズドライバーは空の状態ブランクドライバーとなっているが、ブラスターフォームに移行すると自動的にフォトンブラッドが生成されるようになるため、実質的にドライバーの役割は不要となる。エネルギー供給構造が変化したことによって、それまでフォトンストリーム内を流れていたフォトンブラッドがスーツの繊維内を流れるようになり、ソルフォームを真紅のクリムゾンクロスへと染め上げている。この状態ではスーツ自体がファイズエッジのミディアムモードに匹敵する高エネルギーを帯びているため、並のオルフェノクは触れただけで灰と化す。スーツの内部は冷却繊維物質クーラントサブスタンスでコーティングされているため、装着者の肉体は保護されているが、それでも強烈な負荷を伴うため、並のオルフェノクでは変身完了と同時に灰化してしまう。一方、フォトンストリームは自己防衛プログラムにより黒いブラックアウトストリームへと変化し、フォトンブラッドの流れを遮ることでスーツの自壊を防いでいる。
胸部装甲はフルメタルラングの3倍の強度を備えたアブソリュートラングへ、黄色に光る視覚器官はアルティメットファインダーver2へとそれぞれ強化されている。また、右足首のファイズポインターをセットする部位も、増大したフォトンブラッドの力を押さえ込むためアブソリュートメタル製のエナジーホルスターver2に変化している。各所に配置された金色のパーツは、フォトンブラッド制御用の装置PBC（フォトンブラッドサーキット）である。
背部にはPFF（フォトンフィールドフローター）が備わっており、4門のジェネレーターからフォトンフィールドを発生させて飛行することが可能となっている。またPFFは、変形させて両肩にマウントすることでブラッディ・キャノンとなり、1発あたりフォンブラスター300発に相当する破壊力の圧縮フォトンブラッド弾を放つ。このとき発生する強烈な反動は、PFBS（フォトンフィールドブレーキシステム）によって相殺される。
- 基本形態がメカであったにもかかわらず、赤いディテールを多用していたため、色味を反転させたものとなっている[66]。デザインは胸部を変化させたアクセルフォームに対し、肩を変化させることで差別化している[19]。

ファイズギア
SB-555T ファイズブラスター
仮面ライダーファイズ専用の強化ツール兼マルチウェポン。ダイヤモンドの1.5倍の強度を備えたアブソリュートメタル製で、最新CPUのスマートPCVを内蔵するなど、スマートブレイン社の最先端技術がふんだんに組み込まれている。
コンソールボードに特定のコードを打ち込むことで、様々な機能を発揮する。なお、劇場版に登場した物は、コンソールボードにキャンセルボタンがない。
- 555：本体上部のトランスホルダーにファイズフォンを挿入してからこのコードを打ち込むことで、ブラスターフォームへの強化変身が行われる。
- 5246：PFFユニットに信号を送り、空中を飛行する。
- 5214：PFFユニットを変形させ、ブラッディ・キャノンを起動する。
- 103：ファイズブラスターをフォトンバスターモードに変形させる。
- 143：ファイズブラスターをフォトンブレイカーモードに変形させる。

上記のほかにオートバジンやジェットスライガー制御用のコードもあり、その総数は25種類以上と言われる。
テレビシリーズでは第39話で「変な男の人」が真理宛てにと啓太郎に託した。男の素性は語られなかったが、おそらく花形か彼の意を受けた者と思われる。劇場版ではミナ曰く、倒れていた巧の側に落ちていた。
『仮面ライダーウィザード』第53話・『仮面ライダー大戦』に登場したファイズは通常形態でも使用していた。
トランクボックスモード
携行時の可変式フォトンアームズシステムボックス。
フォトンバスターモード
ボックスのアンダーパートを上方向へ180°転回し、接合させて完成する拡散フォトンブラッド砲。
通常形態のクリムゾンスマッシュに匹敵する威力の強力エネルギー弾を20発連続で発射することが可能だが、その後はクーリングモードへと移行し、3分間使用不可となる。
ENTERキーを押してエクシードチャージを行うことにより、チャージしたエネルギーを光弾フォトンバスターとして発射することが可能とされる。
フォトンブレイカーモード
フォトンバスターモードの銃身部分を撫でる動作により、パーツが分子分解されてトランスサーバー内に格納されることで完成する大型ファイズエッジ。
光の刃ヒートポイントの出力はファイズエッジの15倍に達し、最大にすれば航空母艦すらも一刀両断にできる。
なお出力の調整は、持ち手トランスグリップの表面にあるコントロールパネルポイントがファイズギアとリンクしているため、思考だけで行える。
ENTERキーを押してエクシードチャージを行うことにより、刀身に巨大な光の刃フォトンブレイカーをまとわせる。フォトンブレイカ―は射出することも可能。

必殺技
超強化クリムゾンスマッシュ
エナジーホルスターver2にファイズポインターを装着し、PFFからフォトンフィールドを噴射して上空へ舞い上がったのち、急降下して放つ必殺キック。威力は30トン。
アークオルフェノクとの最終決戦では、ホースオルフェノクが捨て身で敵を押さえ込んでいたため、ファイズポインターを使用しない変則的な形で放った。
グランインパクト
ファイズショットを右手に装着し、パンチを叩き込む。威力は8トン。

### ファイズの変身者
仮面ライダーファイズに変身できるのは、オルフェノクだけである。普通の人間が変身を試みた場合、「エラー」の電子音声が発せられ、ファイズドライバーが強制的に解除されてしまう。
例外的に、草加雅人は肉体に「オルフェノクの記号」を埋め込まれているため、ファイズギアに適合できた。しかし園田真理は、草加と同じくオルフェノクの記号を埋め込まれた身ではあるが影響が弱かったらしく、劇中で3度ファイズへの変身を試みたものの人間として認識され、いずれも失敗に終わっている。
- 赤井が変身した際は、雰囲気を変えるため、伊藤慎がスーツアクターを務めたが、何かが違ったのか、変身者が変わっても高岩が担当することとなった[76]。

乾巧 / ウルフオルフェノク
変身回：第1話以降
ファイズギアの正装着者。真理がスティングフィッシュオルフェノクの襲撃を受けた際、真理自身はファイズになれなかったものの、偶然そばにいた巧が変身できたため、以後オルフェノクとの戦いに身を投じることとなった。
巧がオルフェノクであることは劇場版およびテレビシリーズ中盤まで明かされなかったため、当初はなぜ「人間である巧」がファイズに変身できるのか、その理由は謎とされていた。

赤井 / カクタスオルフェノク
変身回：第4話
巧以外で最初にファイズとなった人物。菊池啓太郎から強奪したファイズドライバーで変身を遂げると、相棒であるはずのマンティスオルフェノクを殺害。さらに巧・真理・啓太郎を追い詰めるが、乱入してきたオートバジン バトルモードのパンチを受け、変身が解除された。
戦闘ではパンチやキックによる格闘攻撃しか行っておらず、ファイズギアに含まれる各種の武器ツールは使用していない。おそらくファイズギア奪還の任を受けるにあたって詳しい説明を受けていなかったか、あるいは武器ツールの存在自体を知らなかったと思われる。

海堂直也 / スネークオルフェノク
変身回：第9, 10話
スマートブレイン社の社長である村上峡児は、巧を説得してファイズギアを回収し、海堂に渡して「人間を襲おうとしない裏切り者のオルフェノク」の討伐を命じた。
海堂はファイズとなって木場勇治 / ホースオルフェノクに襲い掛かるものの、非情に徹しきることができず敗北。弾き飛ばされたファイズギアは、巧の手に戻った。

琢磨逸郎 / センチピードオルフェノク
変身回：第21, 24, 25話
強敵「ラッキー・クローバー」の一角である琢磨は、戦いの中で巧からファイズギアを奪い取ることに成功する。次いで草加の持つカイザギアをも手中に収めるため、ファイズに変身して戦闘を仕掛けるものの、敗北して草加にファイズギアを取り返された。その後、ファイズギアは新装備ファイズアクセルとともに、草加から巧に手渡された。
後日、小林義雄と組んだ海堂の策略によって、ファイズギアとカイザギアがラッキー・クローバーの手に落ちてしまう。再びファイズとなった琢磨に追い詰められる巧だったが、ゴートオルフェノクの介入で窮地を脱し、ファイズギアを取り戻した。

草加雅人
変身回：第30話
巧と木場は、戦いの中で互いの正体を知って和解する。しかしそのことが気に入らない草加は巧からファイズギアを奪うと、ファイズに変身して巧と木場の仲を引き裂こうとした。

木場勇治 / ホースオルフェノク
変身回：第36 - 39話
自らがオルフェノクの力に溺れることを恐れた巧は、「万が一のときにはこれで自分を倒してくれ」と言って、ファイズギアを木場に託した。その後しばらくは木場がファイズとして戦い、オクトパスオルフェノクやピジョンオルフェノクを撃破している。
また木場は、巧以外で唯一アクセルフォームへの強化変身も実行している。しかしそのときの対戦相手であるドラゴンオルフェノク龍人態の超高速移動には、アクセルモードをもってしても追いつくことができずに惨敗。敵の気まぐれのおかげで木場はかろうじて難を逃れ、ファイズギアは真理が回収した。

### オートバジン
スマートブレイン・モータースが、仮面ライダーファイズの支援用に開発した、可変型バリアブルビークル。花形によってファイズギアとともに園田真理へと送られたもので、九州では真理が乗車していたが、第4話の最後で乾巧が「欲しい」と訴えたため、以後は巧の愛車となる。
次世代高速CPU・スマートPCIVが搭載されているため自律行動が可能であり、ファイズやプログラムされた対象者の危機には、自力で駆けつける。第8話のスカラベオルフェノク戦では敵への射撃にファイズを巻き込むなど、当初は息の合った連携を取れていなかったが、次第にファイズとのコンビネーションを確立していき、サイドバッシャーのミサイル攻撃から救出するなどの活躍を見せた。
最終話では、アークオルフェノクによって変身解除に追い込まれた巧を支援するために現れ、敵に攻撃を仕掛けながらファイズブラスターを投げ渡したが、直後にアークオルフェノクの放った光弾を受けて大破した。また劇場版では、ファイズと連携してエラスモテリウムオルフェノクに挑むも、反撃を受けて破壊されている。
設定上は後継機種のオートバジン2も開発されていたが、実戦投入はされず劇中には登場しない。
- バイクから変形する人型ロボットを登場させる案は『仮面ライダークウガ』のころから存在したもののスーパー戦隊シリーズとの兼ね合いから見送られていたが、本作品で新規性を打ち出すために採用された[23]。バトルモードのスーツアクターを務めた押川善文は、最初に「人工知能で成長していく」という設定を伝えられていたが、序盤のみでほとんど出番がなくなってしまったことを証言している[93]。

ビークルモード
バイク形態。燃料は一般のガソリンであるが、タンク内のフュールコンバーターによって高純度燃料のソルグリセリンに変換することで、驚異的なパワーを生み出す。
タイヤは化学合成ゴム・ソルラバー製で、強い路面吸着性を備えているほか、内部に組み込まれたアンチバースト機構により、破損しても瞬時に修復する。
左ハンドルグリップは、ミッションメモリーを装填することでファイズエッジとなる。車体後部の方向指示器テールウインカーは、人工衛星ホークアイおよびイーグルサットとの交信アンテナとしても機能している。
ビークルモードは基本的に移動目的で使用されるが、第12話のクロコダイルオルフェノク戦では、ファイズが騎乗した状態で突進を仕掛けて、先手を取ることに成功している。攻撃としては単純だが、最高時速380キロメートルというスピードに対応できるオルフェノクは少ないため、有効性は高かった。

バトルモード
人型ロボット形態。ビークルモードからの変形はわずか数秒で行われ、ファイズギア装着者が胸部のスイッチを押すことで、また元の形態に戻る。
2足歩行でも移動できるが速度に限界があるため、背面にあるビークルモード時の後輪スクランブルローターを後方に倒して回転させ、高速ホバー滑走する。ふくらはぎから伸びるスーパーサイレンサーから噴射する高圧ガスによって滑走時の姿勢制御を行うほか、最高出力にすれば地上30メートルまで上昇できる。
両手のパワーマニュピレーターは鉄球をひと握りで粉砕するほどのパワーを備えているが、テクノフィンガーの働きにより繊細な作業もこなす。
武器はビークルモード時に前輪となるバスターホイールで、16個のマズルから12ミリメートルの弾丸を秒間96発撃ち出すガトリングガンや強靭な盾として機能する。装弾数は480発。劇中では上空に飛び上がってからの掃射が多用された。

## 仮面ライダーカイザ
スマートブレイン社が開発した特殊ツールセット・カイザギアを使用して変身した強化戦士。高出力のフォトンブラッドを用いているため、基本性能では仮面ライダーファイズを大きく上回る。ただしパワーを重視しているため、瞬発力の面ではやや劣っている。
変身に際しては、まずカイザドライバーを腰に装着し、カイザフォンに「913」+「ENTER」を入力する。次いで「変身！」と発声し、閉じたカイザフォンをカイザドライバーに差し込んで、90度横に倒す。すると装着者の体格に合わせたフォトンフレームが形成され、イーグルサットより電送されてきた電子レベルに分解された強化スーツが実体化して、変身完了となる。
黒いベーススーツ上を走るダブルストリームは、内部のフォトンブラッドがファイズよりも高出力化しているため黄色に輝いているが、安定供給に欠けるため流路が2本に増設されている。張り出した形状の肩部装甲ショルダーエッジの先端にエネルギーを送り込めば、武器として活用することも可能となる。当初の右足首には何も装備されていなかったが、カイザポインターの取得に伴い、エネルギー増幅ターミナルマウント・エナジーホルスターが追加された。
頭部装甲イデアヘルムは、ソルメタルに匹敵する強度の超硬質樹脂イデアファイバーでコーティングされており、2.5キログラムの重さながらダイヤモンド並みの硬さを誇る。紫色の視覚器官エックスファインダーには、黄色のラインがギリシャ文字のΧ（カイ）を描き、頭頂部に抜けて衛星交信用の2本のアンテナ・グローバルフィーラーとなっている。
小説版『異形の花々』では「オルフェノクに対抗する組織」が開発した量産型ギアとなっており、草加雅人を含め3人のカイザが登場する。
- ○を否定する×をデザインとしたため、デザインモチーフはハカイダーとなっている[102]。ファイズとのシルエットの差異を出すためにいかり肩となっている[18]。ラインが2本というのは、ファイズが旧2号であるのに対して新1号という意味となっている[18]。

カイザギア
ファイズギア同様に専用のツールBOXに収納して携行されるが、カイザブレイガンがあるためBOXはひと回り大きくなっている。
SB-913B カイザドライバー
ベルト型変身ツール。スタートアップコードをインプットしたカイザフォンをセットすることで装着者の全身にダブルストリームを放出する。
左右と背面に1基ずつカイザギア・クレードルが設けられており、右側サイドバックルのホルスターにカイザブレイガン、左側サイドバックルのホルダーにカイザショット、後部バックルにカイザポインターをセットしている。
カイザのシステムの不適合者を死に至らしめる特性から、劇中では流星塾生の一部から「呪われたベルト」と形容された。
SB-913P カイザフォン
携帯電話型マルチデバイス。カイザドライバーと連動することで装着者をカイザへと変身させる。
他のツールを戦闘用メカとして起動させるためのカードキー・ミッションメモリーがセットされている。
通常の電話としても使用でき、カイザギアの正装着者となった草加雅人が愛用している。携帯電話としての形状は、ヒンジ部分が回転するスライド式。
フォンブラスター
カイザフォンを回転させるようにスライドさせた可変式光弾銃。
コード「103」を入力すれば精密射撃に適したシングルモード、「106」では一度の射撃で3発の光弾を放つバーストモードとなる。
威力で勝るカイザブレイガンのほうが多用されるため使用頻度は低いが、対ワームオルフェノク戦ではカイザブレイガン・ガンモードとの併用による2丁拳銃方式で活用された。
SB-913C カイザショット
デジタルカメラ型パンチングユニット。基本性能はファイズショットと同様だが、パワーで勝るカイザのほうが必殺技の威力も高い。

SB-913X カイザブレイガン
「Χ」を模した形状の銃・剣一体型のマルチウェポン。銃型のガンモードと剣型のブレードモードの2形態をとる。
『555』に登場する変身アイテムと武器は、大半が家電製品・日用道具としての側面を有しているが、このブレイガンは最初から戦闘以外に使用用途がないタイプであり、このことからカイザが戦闘に特化したシステムであることが窺える。武器としての性能に特化しただけあって完成度は非常に高く、遠近どちらの戦闘にも対応できる汎用性や、堅牢性、軽量性を兼ね備えている。
ガンモード
通常携行時の光弾銃形態。手前にあるコッキングレバーを引くことで「Burst Mode」の電子音声と共に起動、上部に備えられたマルチスキャンサイトで照準し、フォンブラスターを上回る爆発力の高い12発の濃縮フォトンブラッド光弾を連射できる。再びレバーを引けばフォトンブラッドが供給・装填される。
ブレードモード
近接格闘用の光剣形態。ミッションメモリーを装填することで、「Ready」の電子音声と共にグリップエンドからフォトンブラッドを発するソルグラス製の刀身フォトンブレードが生成され起動する。ブレード自体に切断能力はなく、そこから発せられる高熱によって対象を溶断する。ダイヤルであるヒーティング・イニシャライザの操作によって、フォトンブラッドの放つ熱放射量をロー、ミドル、ハイ、アルティメットの4段階に調整できる。
誤射や暴発を防ぐためのセーフティスイッチを解除すれば、この形態でも射撃は可能である。
本来は刀身を下にして逆手で構えるのが正しい使い方だが、テレビシリーズ第50話で木場が必殺技を発動した際にはホースオルフェノクの魔剣を使っていた時と同じく順手に持ち替えて使用した。
SB-913B カイザポインター
双眼鏡型マルチメカ。当初はカイザギアの中に付属されておらず、第25話で流星塾の天井から花形によって草加に授けられた。
双眼鏡モード
レンズにはポロプリズム式を採用し、倍率にかかわらず明るくシャープな視界を確保している。
防振用スタビライザーが内蔵されており、手ぶれや乗り物の震動などによる視界のずれを軽減する。さらにオートフォーカス機能により、覗くだけで対象物へのピントを自動で合わせてくれる。
キックモード
ポインティングマーカーデバイス形態。ミッションメモリーを装填することで、鏡筒エクステンションシリンダーが180度展開し起動する。
先端のソルテックレンズから、黄色のポインティングマーカー光を3000メートル先まで照射する。

必殺技
カイザスラッシュ
カイザブレイガン・ブレードモードの銃口から目標の動きを封じる光弾を発射し、「Χ」を模したエネルギーと共に、疾走するカイザ自らも金色の光を帯びて敵を貫く。
グランインパクト
カイザショットを右手に装着し、フォトンブラッドを集約させたパンチを叩き込む。威力は5.5トン。
ゴルドスマッシュ
右脚のエナジーホルスターにセットしたカイザポインターから黄色いポインティングマーカーを放って目標をポイントし、足裏のフォトンマズルからエネルギーを放出してキックを叩き込む。破壊力は23.5トン。
草加雅人による両足をそろえたドロップキックが基本形だが、カイザに変身する機会の少なかった木場勇治や菊池啓太郎は片足での跳び蹴りで放った。
- 当初カイザにはキックによる必殺技が存在しなかったが、強化戦士の特性を活かすため、この技が追加された。劇場版でのとあるシーンを効果的にするため、最低でも上映前にはテレビシリーズでは2度使用するものとなり、テレビシリーズを見てから劇場版を見るとより面白くなるという。

### カイザの変身者
オルフェノクか、あるいはオルフェノクの記号を持つ者であれば、誰でも仮面ライダーカイザに変身することができる。ただし、装着者がベルトに適合できなかった場合、変身解除と同時に肉体が灰化する危険性が伴う。なお、システムへの適応の可否にかかわらず、変身時の高い身体能力は発揮可能である。
カイザギアが草加雅人の手に渡るまでに、変身が原因で3人も命を落としており、元・流星塾生たちは「呪われたベルト」と呼んで恐れていた。ベルトに適合できた草加雅人や木場勇治すらも最後には絶命していることを考え合わせると、この「呪われた」という表現も過言ではない。
- カイザもファイズ同様に変身者が変わっても伊藤が演じることとなったという[76]。

草加雅人
変身回：第13 - 48話
カイザギアの正装着者。3つのライダーズギアをすべて手中に収めたときも、草加は「使いやすい」カイザのベルトを選んでいる。
しかし唯一カイザギアに適合できた人間である草加も、次第にその肉体からオルフェノクの記号が薄れていき、ベルトの負荷に耐えられなくなっていった。
最期はラッキー・クローバーとの戦闘中に変身が解除され、奪ったベルトでカイザに変身した木場に首を絞められて、命を落とした。
- 変身完了時にする甲冑の首元を緩めるしぐさは、スーツの首元が苦しい際にスーツを調節する動きとなっている。

高宮航太
変身回：第10, 12話
花形からカイザギアを送られた元・流星塾生。変身解除後に灰化して死亡した。

西田清高
変身回：第11, 12話
クロコダイルオルフェノク格闘態に苦戦するファイズを助け、カイザブレイガン ブレードモードで敵を倒すも、変身解除後に灰化して死亡した。

神道貴久
変身回：第12話
剛強態となって甦ったクロコダイルオルフェノクに立ち向かうもかなわず、変身解除に追い込まれ、灰化して死亡した。

影山冴子 / ロブスターオルフェノク
変身回：第24, 25話
海堂直也らの策略によって奪われたカイザギアは、ラッキー・クローバーの一角である冴子の手に渡る。カイザに変身して草加を追い詰める冴子だったが、ゴートオルフェノクの介入で変身を解除され、ベルトを草加に取り返された。

木場勇治 / ホースオルフェノク
変身回：第48 - 50話
スマートブレイン社の新社長に就任した木場は、園田真理を人質に取って草加を戦いへと追い込み、奪ったカイザギアを使ってとどめを刺した。
その後、乾巧との激闘を経て、アークオルフェノクとの最終決戦に駆けつける。アークオルフェノクの触手に貫かれてカイザドライバーは破壊されてしまい、木場も致命傷を受けるが、捨て身で敵を押さえ込んで勝利へとつなげた。

菊池啓太郎
変身回：劇場版
草加が仮面ライダーサイガに敗れて命を落としたため、人類解放軍の科学者の野村は、誰でもカイザに変身できるようになる新薬「変身一発」を開発した。ただし服用者は死に至る危険性があるという。
ライオンオルフェノクの襲撃を受け、覚悟を決めた啓太郎は「変身一発」を飲んでカイザへの変身に挑戦。劇場公開版では見事に成功するが、ディレクターズカット版では「エラー」の音声とともにベルトが強制解除され、2本目の「変身一発」を飲む羽目になる。
戦いに勝利した啓太郎が喜んでいると、彼の肉体は無事だったものの、逆にカイザのスーツが崩れ去ってしまった。

### サイドバッシャー
スマートブレイン・モータースとスマートブレイン・テクノロジーが共同開発した、仮面ライダーカイザ専用の可変型バリアブルビークル。
人工知能搭載の独立可動型のヒューマノイドとして開発されたオートバジンとは異なり、サイドバッシャーは「小型移動砲台」というコンセプトのもとに造られた。スピードよりも内蔵火器による攻撃力や装甲による防御力が優先されており、戦闘用であることが強く意識されている。基本的には搭乗者による管制を必要とするが、最低限の動きであれば人工知能による自律行動も可能であり、ファイズとオートバジンに追い詰められたカイザのもとに自力で駆けつけたこともあった。
カイザギアを手に入れた草加雅人の愛車となり、極度の潔癖症だった草加によって洗車されているシーンがよく見られた。
兵器としての特質を重視して開発されたサイドバッシャーの戦闘能力は非常に高く、第15話のオートバジン戦、第46話のジェットスライガー戦でいずれも勝利している。さらに劇場版では草加の死後にスネークオルフェノクが乗り込み、ホースオルフェノクとの連携で仮面ライダーサイガを撤退に追い込んだ。実質的に劇中では無敗であり、強化戦士用ビークルの中で唯一最後まで破壊されることがなかった。
漫画『仮面ライダー913』では元流星塾生の佐伯が変化するスネイルオルフェノク、同じく元流星塾生で佐伯を使徒再生させた梅本が変化するオウルオルフェノクが操縦する形で登場。最後は草加が変身した仮面ライダーカイザに奪われた。
ビークルモード
サイドカー形態。軽快なオートバジンよりも、走行安定性やトップスピードを追求したものとなっている。次世代高速PCを内蔵しているため、無人走行が可能。
高いハイオクタン価を持つガソリンがタンク内部にあるフュールコンバーターMk2に注入されることで、通常よりも高純度で1.5倍の爆発力を持っているソルグリセリンSHに変換・精製され、それを燃料としている。
武装は前輪脇に設置された光子バルカン砲、フォトンバルカン4門で、1秒間に72発のフォトンブラッド弾を発射できるが、10秒間連射した後は35秒のクーリングを要する。またサイレンサーはダミーであり、ビークルモードのままでもエグザップバスターを後方に向けて発射可能だが、危険が伴う。
側車部のニーラーシャトルは切り離して自走が可能であり、その際、通常は指揮系統の混乱を避けるため収納されている操縦コンソールが出現する。エアロシールドを後方に伸ばしてシャトル部を密閉し、簡易シェルターとすることもできる。
劇中ではニーラ―シャトルの活躍はあまり描かれなかったが、第46話ではジェットスライガーに対抗するため、ファイズが単車部分で運転し、カイザが側車部分に立ち乗りするという活用が見られた。もっとも2人の協力攻撃は寸前で回避されてしまい、怒ったカイザがファイズを追い出して単独戦闘に切り替えたため、この「夢の共闘」は長続きしなかった。
- ベース車はホンダ・CB1300SF。

バトルモード
二足歩行重戦車形態。側車が脚部に、本体部が上半身となって変形完了する。基本的に二足歩行で移動するが、足裏のホイールでのローラーダッシュも可能であり、重厚な見た目に反して機動力は高い。さらに多少であればジャンプもできる。
主兵装は左腕にある散弾型の多弾頭の熱源誘導ミサイルを秒間72発発射する6連装ミサイル砲エグザップバスター。右腕には4連装光子バルカン砲、フォトンバルカンと、開閉可能な2対4本のクローからなるグランドマニピュレーターを装備する。また、クローの先端部であるヒートピントから2,000度の高熱を放ち、つかんだ物を焼き切る。
胸部には機関であるフォトンジェネレーターがむき出しのまま配置されているが、フォトンフィールド発生装置によって守られている。フィールドの出力を最大にすればサイドバッシャー全体を覆うこともできるが、後方にはフィールド展開できないという弱点がある。

## 仮面ライダーデルタ
スマートブレイン社が開発した特殊ツールセット・デルタギアを使用して変身した強化戦士。3つのライダーズギアのなかで最初期に開発されたものだが、「究極の兵士の創造」という開発コンセプトを実現するために、汎用性や安全性よりも出力を優先しているので、その能力は高い。
変身に際しては、まずデルタドライバーを腰に装着し、デルタフォンのトリガーを引きながらコード「ヘンシン」を音声入力する。次いでデルタフォンを右腰のデルタムーバーにセットすると、装着者の体格に合わせたフォトンフレームが形成され、イーグルサットより電送されてきた電子レベルに分解された強化スーツが実体化して、変身完了となる。
黒いベーススーツや装甲の上には、白く輝くブライトストリームが走る。その内部を流れるフォトンブラッド・ブライトカラーは、仮面ライダーファイズ アクセルフォームと同等の出力に達している。腕や足の要所では、ブライトストリームが3分割されてビガーストリームパターンを描いており、逆ボトルネック効果によってフォトンブラッドの流動に加速をかける。
ソルメタル228製のとがった肩部装甲ショルダースウォードは、フォトンブラッドを収束させれば武器として扱うことも可能。オレンジ色の視覚器官アルティメットファインダーは、目視した映像を装着者の脳に直接伝達する機能がある。頭部から伸びる2本のアンテナ・グローバルフィーラーによって、人工衛星ホークアイやイーグルサットと交信する。
胸部に設けられた逆Δ形の特殊機構デモンズ・スレートが発する電気信号デモンズ・イデアは、額のレシーバー・スレートによって受信され、直径0.52ナノメートルの毛細ケーブルによって装着者の脳へと送り込まれる。そして装着者のガンマ脳波の周波数を強制的に引き上げ、闘争心をかき立てるのである。しかし同時にデモンズ・イデアは装着者の性格を変貌させ、場合によっては精神崩壊を誘発する危険性をはらんでいる。そのため当初はファイズギアやカイザギアにも搭載される予定であったデモンズ・スレートは、結局デルタ以外への採用を見送られることとなった。
第26話で草加雅人は「デルタの攻撃を受けたオルフェノクは赤い炎とともに消滅する」と語っており、その言葉通りにフロッグオルフェノクは赤い炎を発しながら倒された。ただ、このときデルタに変身していたのは木村沙耶であり、三原修二の変身時にはそうした効果が見られないため、この現象はデルタギアと装着者の相性によるものと思われる。
- デザイン作業はモチーフの選定などが難航し、中間デザインは20点ほど描かれた[19]。顔に△が上手く収まらなかったことから、目の形で表現していたファイズやカイザと異なり、額が△となっている[102]。ギリシア文字の順番通りにΨを三人目に当てる案もあり、この時描かれたデザインは劇場版の仮面ライダーサイガへ流用された[19]。
- スーツアクターを務めた押川善文は、変身者が変わるたびに演技も変えなければならず苦労した旨を語っている[93]。

デルタギア
専用のツールBOXが用意されており、収納して携行される。
SB-333B デルタドライバー
仮面ライダーデルタの変身ベルト。トランスジェネレーターは内蔵型であり、その部分を携帯電話として分離可能なファイズドライバーやカイザドライバーとは異なる。これは、デルタドライバーが最初期に設計された物であるため、分離することである種のセーフティとして機能するという思想に至っていなかったことに起因する。
バックル部のメモリースロットには、他のデルタギアを起動させるためのカードキー・ミッションメモリーが装填されている。
左右と背面に1基ずつデルタギア・クレードルが設けられており、右側サイドバックルのホルスターにデルタムーバーをセットしている。
SB-333P デルタフォン
携帯電話型マルチデバイス。短い銃身の拳銃のような形状をしており、テンキーは付いておらずコード入力は全てトリガーを引きながらマイクロフォンに向かって音声照合で行う。
ファイズフォンやカイザフォンと違い、単体ではフォンブラスターに変形しない。
SB-333DV デルタムーバー
デジタルビデオカメラ型マルチウェポン。仮面ライダーデルタにとって唯一の携行ツールである。
ビデオモード
デジタルカム形態。X線撮影、サーモグラフィー、暗視モードを備える。
側面にあるソルテックグラス製のモニタ・デジタルビューファインダーを開くことで、撮影した静止画や動画、記録データを確認できる。
ブラスターモード
後部のアタッチポイントにデルタフォンを接合することにより起動し、変身時のロック解除装置として働く。
デルタドライバーから取り外せば、ビームガン形態の武器となる。コード「ファイア」の音声入力で射撃可能となり、レンズ部からフォトンブラッドの光弾を放つ。弾の再装填はコード「チャージ」で行われる。
ブラスターモード時のデジタルビューファインダーは、高性能照準器として機能する。
ポインターモード
ポイントマーカー形態。上面のスロットにミッションメモリーを装填することでポイントシリンダーが前方にせり出して起動する。
コード「チェック」を音声入力することでエクシードチャージが行われ、ルシファーズハンマーの発動待機状態となる。なお、ファイズポインターやカイザポインターと違い、脚部にはマウントしない。
この形態でもフォトンブラッドの光弾を連射可能である。

必殺技
ルシファーズハンマー
デルタムーバー・ポインターモードのレンズから照射されたポイントマーカーで標的の動きを封じ、フォトンブラッドを集中させたキックを叩き込む。破壊力は24トン。
デルタギア正装着者の三原は右足蹴りで放つが、草加が使用した際は両足蹴りになっていた。
なお、劇中での初披露は第33話の草加デルタによるもので、三原デルタは第35話で初めて使用した。また、北崎デルタがこの技を使ったことはない。

### デルタの変身者
デルタドライバーを装着すれば誰でも変身する事が可能である。また、仮面ライダーデルタに変身した人間は、変身解除後もその体内にデルタの力が残留するため、生身のままで電撃を放てるようになるなどの特殊能力を得る。しかし同時に、デルタの適合者でなければ装着者の精神に闘争本能を促す"デモンズ・スレート"の副作用によって性格が攻撃的になって凶暴な性格に変貌しまうため、元・流星塾生たちの間でデルタギアの争奪戦が引き起こされた。
三原修二
変身回：第34 - 50話
デルタギアの正装着者。戦いに巻き込まれたことを厭う気弱な性格で、一時は錯乱状態にまでなってしまう。
しかし阿部里奈の献身的な励ましを受けて再起し、以後は自らの意志でオルフェノクとの戦いに身を投じる。

木村沙耶
変身回：第26 - 28話
花形からデルタギアを送られた元・流星塾生。園田真理からは「塾生の中で最も強くて優しい」と評されており、花形も彼女であればデルタの魔力に溺れないと信じて選んだと思われる。
しかし、デルタギアをめぐって塾生同士が争いを始めたため、澤田亜希と協力してベルトを回収。自らデルタに変身してフロッグオルフェノクを倒したり、センチピードオルフェノクを撃退するなどの戦果を挙げた。
乾巧の人柄を見極め、彼にデルタギアを託そうとしたところを、スパイダーオルフェノクに覚醒した澤田に殺害されてしまった。

徳本恭輔
変身回：描写なし
もとは気の弱い性格だったがデルタの力に惑わされ、ベルトの行方を知る澤田をおびき出すために、新井賢と組んで真理を誘拐するまでに至った。
スパイダーオルフェノクとなって現れた澤田に殺害された。

新井賢
変身回：描写なし
デルタギアを探し求める河内勇樹の襲撃を受けて負傷するが、それでもベルトへの執着は揺るがず、徳本と組んで真理の誘拐を決行。
彼もまた澤田に殺害された。

河内勇樹
変身回：描写なし
デルタギアを追い求めて仲間の元・流星塾生たちに襲い掛かり、新井を負傷させ、伊藤麻美の命を奪った。
最期はフロッグオルフェノクに殺害された。

北崎 / ドラゴンオルフェノク
変身回：第28 - 33話
ラッキー・クローバーの一角で、沙耶の死後にデルタギアを手にする。その圧倒的な力で、ファイズやカイザを苦戦させた。
しかし気まぐれな北崎は「もう飽きちゃった」という理由でベルトの所有権を放棄。デルタギアは澤田を経て草加雅人の手に渡る。

草加雅人
変身回：第33, 34話
デルタギアを手放した件で追っ手を差し向けられた澤田を助けるためにデルタへと変身し、ライノセラスビートルオルフェノクを倒した。
その後、澤田に襲われた三原にベルトを渡し、変身して戦うように促した。

乾巧 / ウルフオルフェノク
変身回：第38話
デルタギア奪還を目論むバーナクルオルフェノクによって変身解除に追い込まれた三原を助けるため、ベルトを拾い上げて変身し、強烈なキックを放って敵を撃退した。

阿部里奈
変身回：第39話
デルタの魔力にも屈しない強い心の持ち主だが、戦闘能力を十分に引き出すことはできなかった。
戦意喪失した三原に代わってデルタに変身し、ドラゴンオルフェノクとオクラオルフェノクに立ち向かうも、歯が立たなかった。

村上峡児 / ローズオルフェノク
変身回：第46, 47話
三原がジェットスライガーを呼び出した直後に彼を変身解除させてベルトを奪い、デルタに変身して到着したジェットスライガーをも乗っ取る。
サイドバッシャーとビークル同士の激戦を繰り広げるも敗れ、ベルトは三原が取り返した。

### ジェットスライガー
スマートブレイン社が開発した超高速アタッキングビークル。搭乗者の特性のサポートよりも、走行性能を重視して設計されている。各仮面ライダーが自身の携帯電話型マルチデバイスに「3821」を入力することで呼び出すことができ、主に仮面ライダーデルタのマシンとして運用されるが、ファイズやカイザも同じコードでジェットスライガーを呼ぶことが可能である。
通常走行時はサイドバッシャーのエンジンとほぼ同等の性能を持つフォトンジェネレーターによって駆動するが、最大加速時はフォトンブラッドを主燃料とするルクシオンジェネレーターを使用する。これはスマートブレイン・インダストリアルとスマートブレイン・テクノロジーが HIMAC（光粒子加速器）設計理論に基づいて共同開発したもので、車体後方に並ぶ5基のジェネレーターが光粒子を後方に噴射することにより、時速1,300キロメートルという超高速を生み出す。
タイヤ部に設置されたオールレンジホイールは、前後左右、斜め、いかなる方向にも回転させることができる。ブレーキに際しては車体前部の逆噴射ユニット・リバースインジェクションブーストがフォトンフィールドを噴出することで制動をかけ、時速1,300キロメートルからでも12秒で完全停止する。また、側面のサイドレンジブースターは、3本のノズルからの噴射量を変えることによって緻密な姿勢制御を行う。これらの装備により、ジェットスライガーは高速回転や横移動、さらには空中のホバー走行という常識を越えた機動力を発揮するのである。
コックピットには、タッチパネル式の操作盤と、車輪制御用の2本の円形操縦桿が設けられている。
武装は前部左右カウリング部のミサイルポッドに収納された16門32発の誘導式のフォトンミサイル。その他の攻撃手段として、アブソリュートメタル製のスラントソードフェアリング突端にフォトンフィールドを展開して突撃するフォトンブレイカーがある。
劇中では、第29話で北崎デルタが初使用。続く第30話では、デルタに対抗してファイズがもう1台のジェットスライガーを呼び出し、同じマシンによる激戦が繰り広げられた。この戦いは、すでにマシンの性能を知り尽くしていた北崎に分があり、デルタが勝利した。第46話では三原デルタがジェットスライガーを呼んだものの、村上にデルタギアごと強奪されてしまい、カイザが駆るサイドバッシャーとの死闘の末に大破した。結局、人間に味方する側のデルタがジェットスライガーを操縦する機会はなかった。また、カイザだけはジェットスライガーを呼びだすことも乗り込むこともしていない。
- CGによる制作のため、ベース車は存在せず、コクピット部のみ製作され、それによる合成で表現された[165]。

## ライオトルーパー
花形が主にファイズのライダーズギアを参考にしつつ、独力で設計開発した特殊強化装備ライオットスーツを着用した戦闘員。そのため、機能やデザインはファイズをベースとしているが、スーツは装着者が複数名で戦うことを前提として開発されており、身体能力を向上させるフォトンブラッドやフォトンストリームのような高度な技術は採用せずに、攻撃力よりも耐久性の強化を重視している。個々の戦闘能力は装着者のオルフェノクに準ずるため仮面ライダーファイズらに劣るものの、デルタギアやカイザギアのような副作用もない。なお、スーツ自体の重量は23キログラムである。
多重層のソルメタル228製の頭部装甲ソリッドシェルメットの額には2本のアンテナライオットフィーラーがあり、装着者のオルフェノクがもともと備えている脳波交信能力の交信脳波を増幅させて、仲間との情報共有を可能としている。この密接なつながりに基づく高度な連携こそが、ライオトルーパーの大きな強みである。胸部装甲板ブレストシールズの左前面にはスマートブレイン社の社章が刻まれているが、その内部の装置には特殊薬が仕込まれており、命令に背いた装着者をただちに灰化させる。ただしこの機能は社員に公表されていない。
テレビシリーズではスマートブレイン社社長に就任した木場勇治の意向の下、海堂直也と、その他5人のスマートブレイン社社員が変身して、仮面ライダーファイズらと戦った。その後、木場の方針に反発した海堂が脱退し、残るライオトルーパーたちは全員ファイズ アクセルフォームに倒された。
劇場版では、地上から人類を駆逐しようとする「ライダー騎兵」の別名をもつスマートブレイン社のSWAT部隊として登場し、その総数は1万人以上におよぶ。特にバイク部隊は集団攻撃でファイズを倒し、乾巧を記憶喪失に追い込む功績を挙げている。彼らは基本的にジャイロアタッカーを運用しているが、なかにはサイドバッシャーを操縦する者や、ディレクターズカット版ではジェットスライガーに搭乗する者までいた。
『仮面ライダーディケイド』に登場した際は、仮面ライダーサイガの装備であるフライングアタッカーを使用して飛行する姿も見せた。
- デザインコンセプトは「ファイズの量産型」[18]。巨大な単眼のデザインソースは『仮面ライダー 8人ライダーVS銀河王』のスペースクルーや原作版『人造人間キカイダー』の戦闘員[18]。のっぺりとしたデザインは、映りこむものも含めてのデザインである[18]。

ツール
SB-RT-B スマートバックル
ライオトルーパーの変身ベルトで、ライダーズギアとは異なり、コントロールデバイスとベルトが一体化している。腹部に装着し、スマートブレイン社の社章が彫られたバックル部分を横に倒すことで、人工衛星イーグルサットへと変身コード信号が送られ、0.05秒のうちに電送されてきた電子レベルに分解されたライオットスーツが瞬時に組み立てられて実体化して身を覆う。
量産性に優れており、製造にかかるコストや時間はファイズギアの50分の1以下に抑えられている。
テレビシリーズにはこのベルトの試験版も登場しているが、適応できずに装着した人間を瞬時にミイラ化してベルトとともに消滅させてしまう未完成なものだった。巧はこの未完成のベルトを琢磨逸郎 / センチピードオルフェノクの腰に巻くことで、体に衝撃を与えることに成功している。なお、試験版のベルトは前述の戦いが終わった後、溶けてなくなっていた。
劇場版でのライオトルーパーは胸に拳を当てるアクションと「変身」という音声コードによって変身しており、バックルは操作しない。
SB-RT-H アクセレイガン
ライオトルーパーの専用マルチウエポン。ジャイロアタッカーの左ハンドルにマウントされている。
ブレードモード
近接戦用のコンバットナイフ形態。秒間600万回の振動と1,000度の高熱を発する刃ヒートブレードで敵を切り裂く。
ガンモード
長距離射撃用の光弾銃形態。銃口フォトンマズルより濃縮フォトンブラッド弾を発射する。グリップ上部後方のシューティングスウィッチャーを操作することで、秒間70発の連射を10秒間継続できるバーストシューティングモードと、強力で精確な射撃を行うライフルシューティングモードを切り替えられる。
なお、ライオトルーパーは光弾の原料となるフォトンブラッドを自己生成できないので、あらかじめアクセレイガン内部のフォトンバンクに蓄えてあるものを使用する。蓄積できるフォトンブラッドの量は、バーストシューティングモードで1,200発分、ライフルシューティングモードでは300発分に相当する。
テレビシリーズではこの形態は未使用。
専用ビークル

SB-RT-V ジャイロアタッカー
ライオトルーパー専用の量産型ビークル。劇場版のみ登場。
開発凍結されたオートバジン2をプロトタイプとして再設計・簡略化されたバイクで、量産化のため変形機能はオミットされているが、その分生産性を追及しているため、軽量で機動力が向上しているなど走行のみに特化している。製造コストはオートバジンの80分の1にまで削減されている。
ライオトルーパー部隊の襲撃を退けた後、さらわれた真理を助けに行こうとした啓太郎も搭乗していた。
- 撮影用車両のベースは、ホンダ・XR250。